# Qinyuan Shuiku
Qinyuan Shuiku är en reservoar i Kina. Den ligger i provinsen Fujian, i den sydöstra delen av landet, omkring 240 kilometer väster om provinshuvudstaden Fuzhou. I omgivningarna runt Qinyuan Shuiku växer i huvudsak blandskog.
Genomsnittlig årsnederbörd är 2 106 millimeter. Den regnigaste månaden är maj, med i genomsnitt 372 mm nederbörd, och den torraste är oktober, med 25 mm nederbörd.